# Стромин, Альберт Робертович
Альбе́рт Ро́бертович Строми́н — майор государственной безопасности, депутат Верховного Совета СССР 1-го созыва. Входил в состав особой тройки НКВД СССР.

## Биография
Родился в 1902 году как Альбрехт Геллер; место рождения — Лейпциг. Национальность — немец. В 1918 году окончил пять классов Екатеринославского коммерческого училища. В 1919 г. — в РККА. В 1919—1920 гг. в Екатеринославской губкоме КП(б) Украины.
В органах ВЧК−ОГПУ−НКВД с 1920 года.
В 1936—1937 гг. помощник начальника Управления НКВД по Свердловской области.
В апреле-июне 1937 г. помощник начальника IV отдела ГУГБ НКВД СССР, в июне-августе заместитель начальника IV отдела ГУГБ НКВД СССР.
С 7 августа 1937 г. начальник Управления НКВД по Саратовской области. Этот период отмечен вхождением в состав особой тройки, созданной по приказу НКВД СССР от 30.07.1937 № 00447 и активным участием в сталинских репрессиях.
С 08.12.1935 — капитан государственной безопасности, с 28.04.1937 — майор государственной безопасности.
Депутат Верховного Совета СССР 1-го созыва.

## Завершающий этап
Арестован 14.12.1938 года. Осуждён 22.02.1939 года. Орган, вынесший решение — Военная коллегия Верховного суда СССР. Приговорён к высшей мере наказания. Расстрелян в Москве 23.02.1939